# Marxistische Literaturtheorie
Eine marxistische Literaturtheorie versucht, die Entstehung, Form und Wirkung literarischer Werke mit ihrer Gesellschaftsgeschichte zu verbinden. Der Sammelbegriff fasst diejenigen Literaturtheorien zusammen, welche von den Grundlagen der Geschichts- und Gesellschaftstheorie des Marxismus ausgehen und von dort aus ihre spezifischen literaturwissenschaftlichen Ergänzungen entwickeln. Eine undogmatische Anknüpfung an Karl Marx ist hier gefordert, da er zwar in einigen seiner Texte Ansätze einer historisch-materialistischen Ideen- und Kulturanalyse skizziert, aber sich kulturellen Denk- und Praxisformen nicht hauptsächlich gewidmet hat.
Marxistische Literaturtheorien müssen daher die fehlenden Vemittlungsglieder zwischen der Analyse der jeweiligen gesellschaftlichen Basis und der Analyse der literarischen Überbau-Formen selbst entwickeln und bieten hierfür verschiedene Ansätze und  Schwerpunkte an. Sie zählen damit zu den kontextorientierten Literaturtheorien, obgleich der gesellschaftliche Kontext von Literatur auch in theoretischen Ansätzen berücksichtigt wird, die sich nicht als marxistisch verstehen.

## Bedeutende marxistische Literaturtheorien
Bereits vor der russischen Revolution verfasste Leo Trotzki (1879–1940) Aufsätze zur sozialistischen Literatur, die er 1922 überarbeitete und 1923 in einem Buch zusammenfasste. Später schufen neben anderen Georg Lukács (1885–1971), Terry Eagleton (geb. 1943),  Pierre Bourdieu (1930–2002) und  Christian Enzensberger (1931–2009) eigene Ansätze einer marxistischen Literaturtheorie. Darüber hinaus findet sich eine Vielzahl anderer marxistischer Ansätze zur Literaturtheorie, beispielsweise in der Frankfurter Schule, den Schriften von Alexander Woronski oder inspiriert durch den (meist französischen) Strukturalismus und Poststrukturalismus.